# Földitökböde
A földitökböde (Henosepilachna argus) a katicabogárfélék családjába tartozó, Európában, Nyugat-Ázsiában és Észak-Afrikában honos, tökfélék leveleivel táplálkozó bogárfaj.

## Megjelenése
A földitökböde testhossza 5-7 mm; viszonylag nagy a katicák között. Teste felülről ovális körvonalú, erősen domború, majdnem félgömb alakú. Alapszíne narancsvörös, mindkét szárnyfedőn 5-5 kis fekete pöttyel, plusz egy, mindkét szárnyfedőre átterjedővel a pajzsocskánál (összesen 11 pötty). Nagyon ritkán a pöttyök összeolvadhatnak, fekete változata nincs. Feje, előtora, csápjai, lábai szintén narancsszínűek, rajzolat nélkül. Egész felszínét finom, pelyhes, rövid szőrök borítják. 
Lárvája zöldessárga színű és hátát öt hosszanti sorba rendeződő hosszú, sokszorosan elágazó tüskék borítják. Bábja sárga vagy halványsárga, két sor nagyobb foltsorral és számos kisebb folttal; az elülső felén megmarad a tüskés lárvaborítás. 

## Elterjedése
Dél-, Nyugat- és Közép-Európában, valamint a Közel-Keleten honos. Melegkedvelő, az éghajlatváltozás miatt várható észak felé terjedése. Angliában 1997-ben, Írországban 2019-ben jelent meg először.

## Életmódja
Meszes-homokos talajú réteken, cserjésekben, legelőkön, parlagokon, kertekben, szántóföldeken fordul elő. Felnőtt példányaival tavasztól őszig találkozhatunk. Az avarban vagy a száraz fű között telel és kora tavasszal bújik elő. Mind az imágó, mind a lárva növényevő, különböző tökfélék, mint a mérgező fekete és piros földitök, vagy akár a sárga- és görögdinnye leveleit fogyasztják. A párzásra május-júniusban kerül sor, ezt követően a nőstény a töklevél alsó oldalára rakja le petéit. A lárvák a levél mindkét oldali epidermiszét rágogatják le, míg az imágók az egész levéllemezt, amelyből sokszor csak az erezet marad. A lárvák gyorsan fejlődnek, hat hét alatt készek bebábozódni, közben háromszor vedlenek. A báb a levél alsó vagy felső oldalán, néha a földön található. Az új nemzedék imágói július közepétől jelennek meg és szeptember-októberig táplálkoznak, mielőtt téli búvóhelyükre vonulnának. 
Magyarországon nem védett.

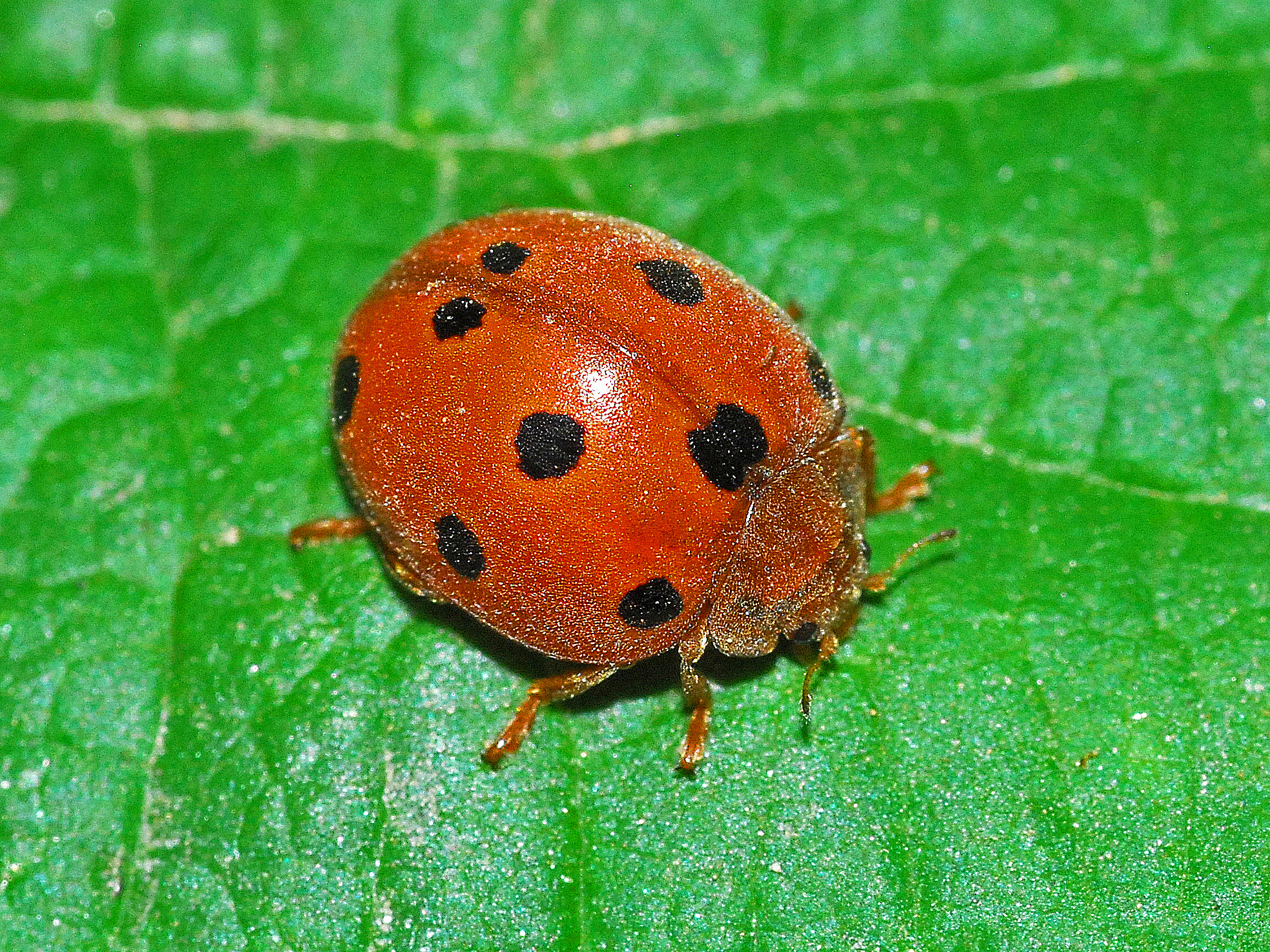
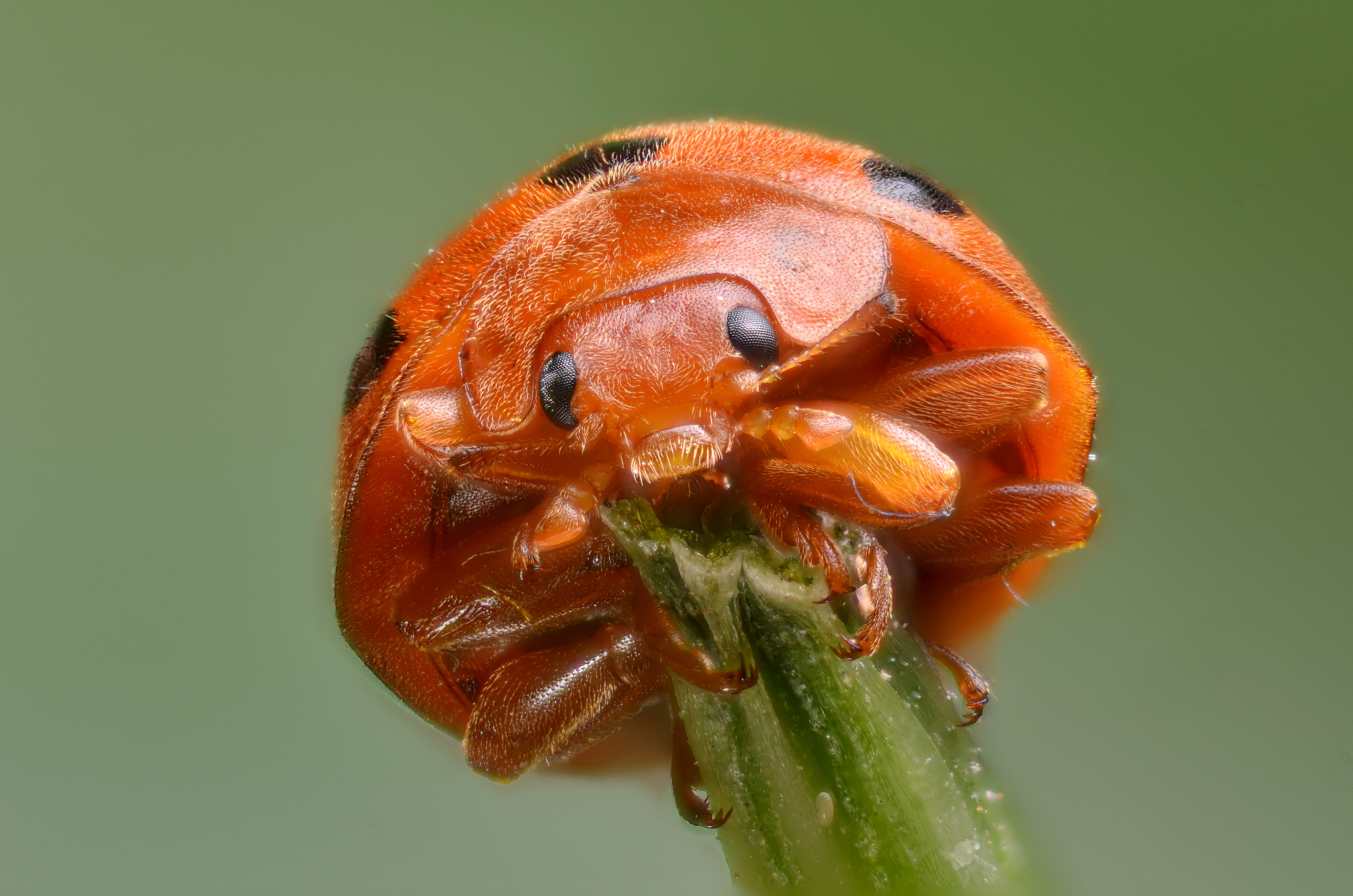
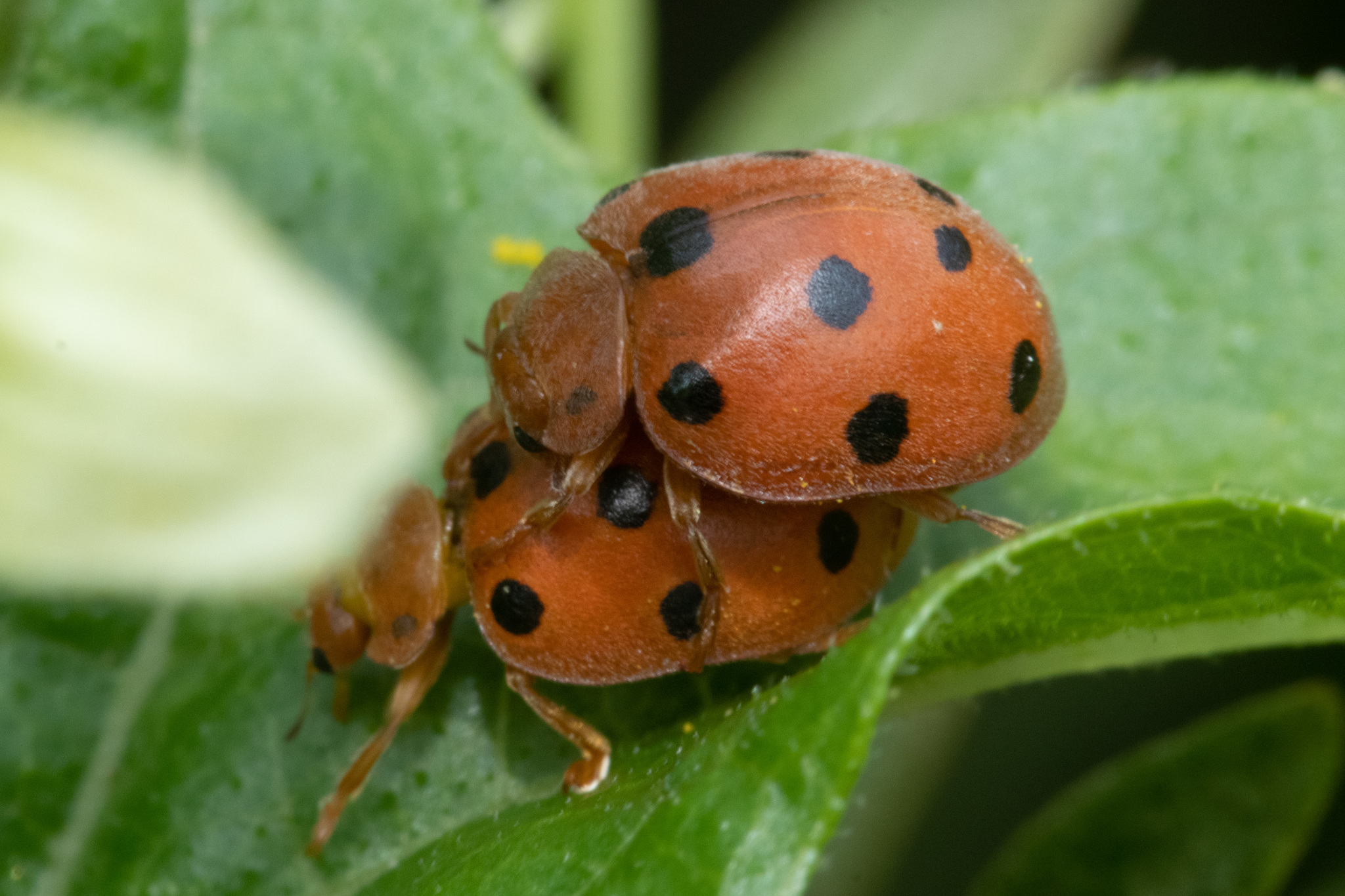
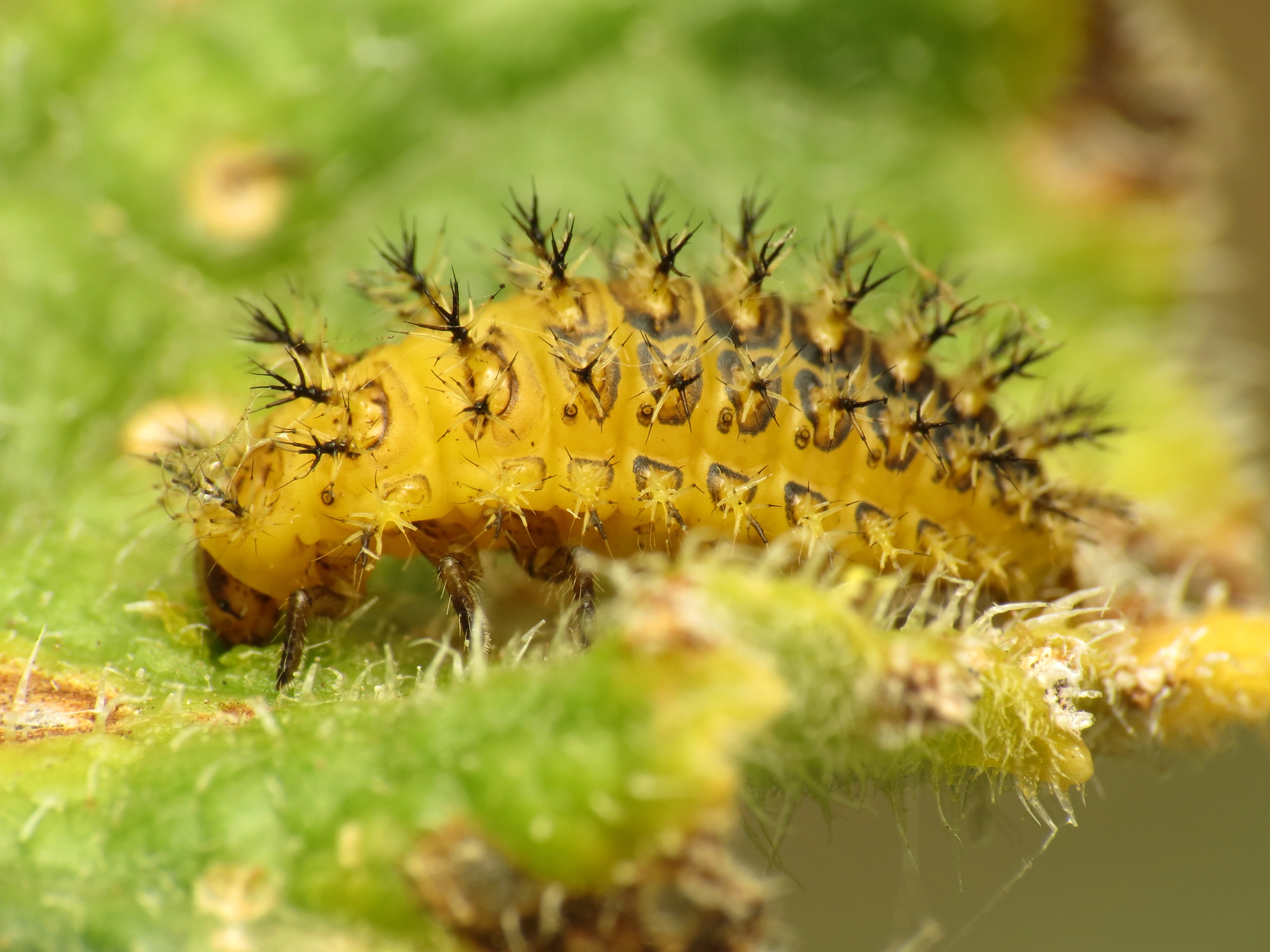
Lárva
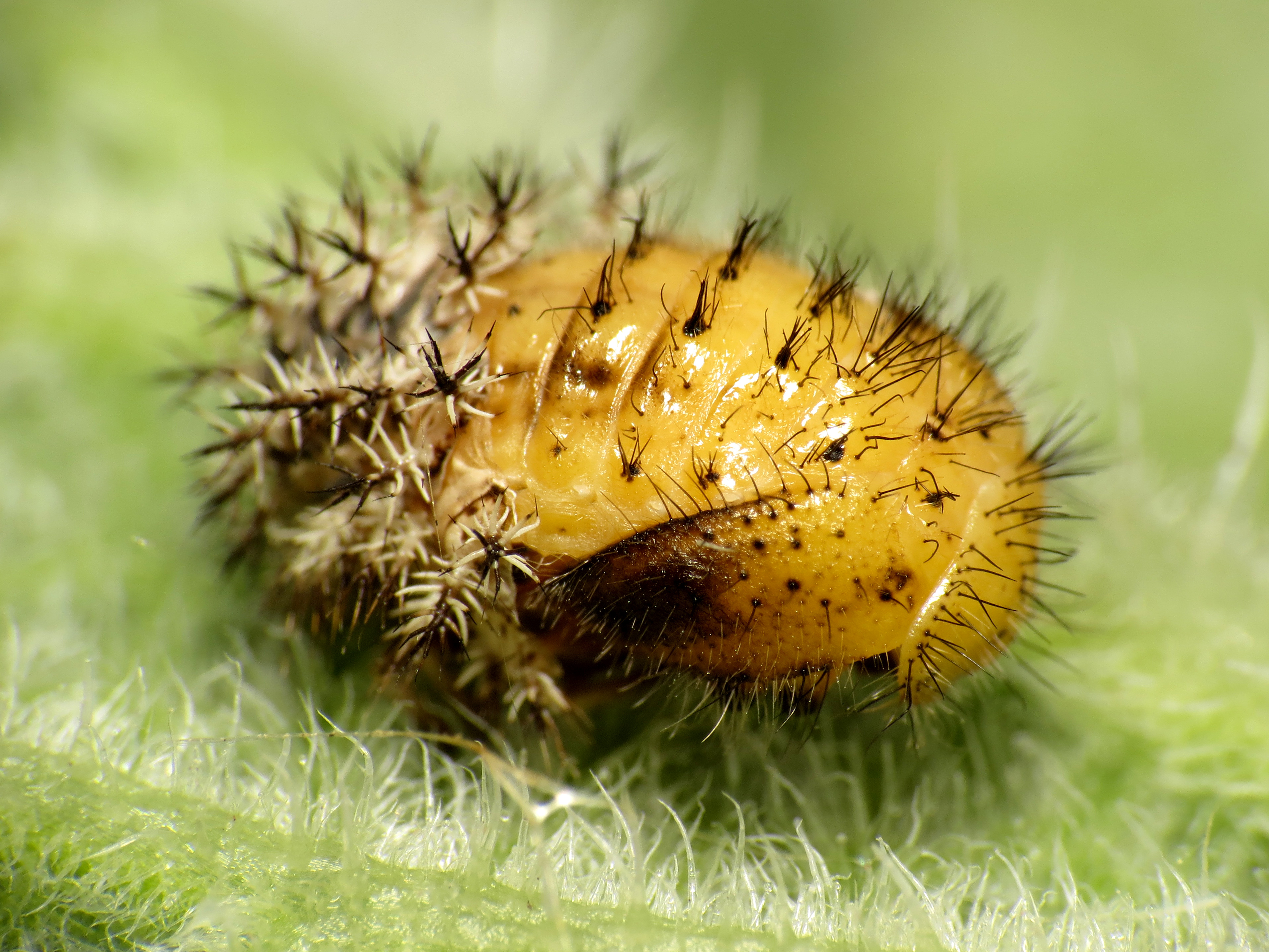
Báb